# Alchemist (computerspel)
Alchemist is een computerspel voor ZX Spectrum dat door Imagine Software is uitgegeven in 1983. In dit spel voor één speler bestuur je een alchemist die later transformeert in een steenarend. Het spel is geprogrammeerd door Ian Weatherburn en Paul Lindale. Het spel speelt zich af in een kasteel en de speler moet vier delen van een magische boekrol vinden.
Het spel is verspreid op cassette.